# Arnoaldo di Metz
Arnoaldo, noto anche come Arnoldo o Arnualo (560 circa – 611), è stato vescovo di Metz tra il 601 (o 599) e il 609 o il 611 e margravio della Schelda.

## Biografia
Era figlio del senatore Ansberto, nipote del senatore Tonanzio Ferreolo, e di sua moglie Blithilde. Successe a suo zio Agilulfo come vescovo di Metz.
Arnoaldo ha dato nome ad un quartiere di Saarbrücken: St. Arnualer Markt. Il quartiere si chiamava in precedenza Merkingen e sarebbe stato ceduto al vescovo dal re di Austrasia Teodeberto II. Arnoaldo vi fondò un'abbazia.

## Famiglia e discendenza
Sposò prima del 584 Oda (?), nata verso il 564 e ha avuto per figli Itta, sposa di Pipino di Landen, e Doda nata verso il 584, sposa di Arnolfo di Metz poi suora a Treviri dopo il 612.
Alcuni genealogisti hanno fatto di Arnoaldo il padre di Arnolfo di Metz. Questa filiazione è però fortemente contestata.

## Ascendenza
|                     |            |            | Genitori |  |  | Nonni |  |  | Bisnonni          |  |  | Trisnonni |  |
|                     |            |            |          |  |  |       |  |  | Tonanzio Ferreolo |  |  | …         |  |
|                     |            |            |          |  |  |       |  |  | Tonanzio Ferreolo |  |  | …         |  |
|                     |            | …          |          |  |  |       |  |  | Tonanzio Ferreolo |  |  |           |  |
| Ferreolo di Rodez   |            |            |          |  |  |       |  |  | Tonanzio Ferreolo |  |  |           |  |
|                     |            | Industria  | …        |  |  |       |  |  |                   |  |  |           |  |
|                     |            | Industria  | …        |  |  |       |  |  |                   |  |  |           |  |
|                     |            | Industria  | …        |  |  |       |  |  |                   |  |  |           |  |
| Ansberto (senatore) |            | Industria  |          |  |  |       |  |  |                   |  |  |           |  |
|                     |            | …          | …        |  |  |       |  |  |                   |  |  |           |  |
|                     |            | …          | …        |  |  |       |  |  |                   |  |  |           |  |
|                     |            | …          | …        |  |  |       |  |  |                   |  |  |           |  |
| Dode                |            | …          |          |  |  |       |  |  |                   |  |  |           |  |
|                     |            | …          | …        |  |  |       |  |  |                   |  |  |           |  |
|                     |            | …          | …        |  |  |       |  |  |                   |  |  |           |  |
|                     |            | …          | …        |  |  |       |  |  |                   |  |  |           |  |
| Arnoaldo di Metz    |            | …          |          |  |  |       |  |  |                   |  |  |           |  |
|                     | Clotario I | Clodoveo I |          |  |  |       |  |  |                   |  |  |           |  |
|                     | Clotario I | Clodoveo I |          |  |  |       |  |  |                   |  |  |           |  |
|                     | Clotario I | Clotilde   |          |  |  |       |  |  |                   |  |  |           |  |
| Cariberto I         | Clotario I |            |          |  |  |       |  |  |                   |  |  |           |  |
|                     |            | Ingonda    | …        |  |  |       |  |  |                   |  |  |           |  |
|                     |            | Ingonda    | …        |  |  |       |  |  |                   |  |  |           |  |
|                     |            | Ingonda    | …        |  |  |       |  |  |                   |  |  |           |  |
| Blithilde           |            | Ingonda    |          |  |  |       |  |  |                   |  |  |           |  |
|                     |            | …          | …        |  |  |       |  |  |                   |  |  |           |  |
|                     |            | …          | …        |  |  |       |  |  |                   |  |  |           |  |
|                     |            | …          | …        |  |  |       |  |  |                   |  |  |           |  |
| …                   |            | …          |          |  |  |       |  |  |                   |  |  |           |  |
|                     |            | …          | …        |  |  |       |  |  |                   |  |  |           |  |
|                     |            | …          | …        |  |  |       |  |  |                   |  |  |           |  |
|                     |            | …          | …        |  |  |       |  |  |                   |  |  |           |  |
|                     |            | …          |          |  |  |       |  |  |                   |  |  |           |  |